# Джаухар

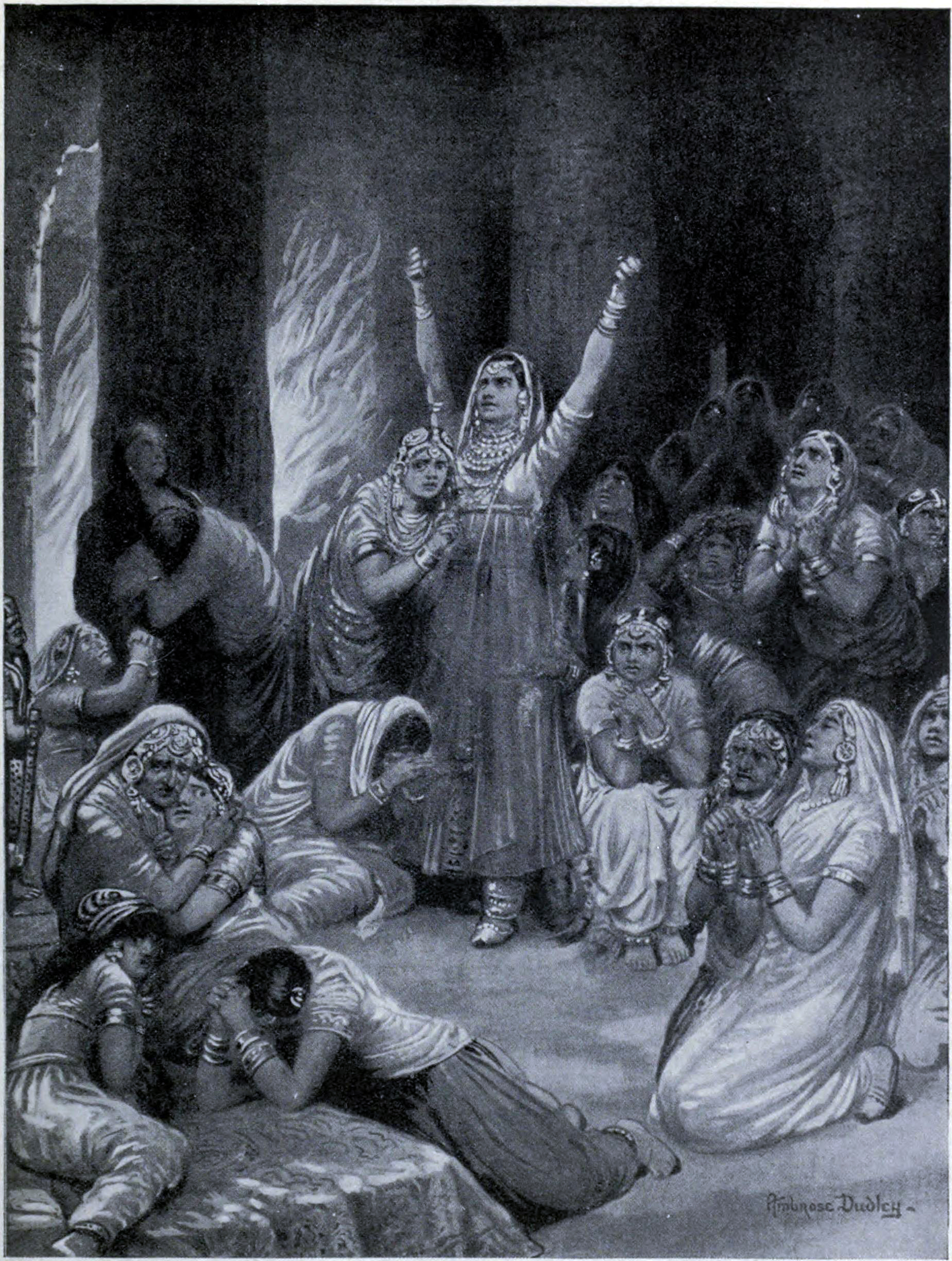
Раджпутская церемония «джаухар», 1567 г., изображённая Амброзом Дадли в «Истории народов» Хатчинсона, ок. 1910 года

Джаухар (хинди जौहर) — обычай массового самосожжения раджпутских женщин из высших слоёв общества в случае войны, совершавшееся для того, чтобы избежать плена, рабства или изнасилования. Джаухар совершали во время войны, когда не было шанса на победу. Как правило, самосожжение происходило не после битвы, во избежание бесчестья от рук врага, а перед началом сражения, чтобы наполнить обездоленных супругов яростью и заставить их положить жизнь в бою. Иногда женщин убивали их мужья, отцы или братья. Некоторые источники свидетельствуют о том, что женщины совершали самосожжение вместе с детьми. Эта традиция была распространена в северо-западных регионах Индии, а самые известные джаухары происходили во время войн между раджпутскими королевствами Раджастхана и их противниками. Наиболее известные случаи джаухара зафиксированы при осаде Читторгарха — столицы княжества Мевар — иноземными захватчиками в 1303, 1534 и 1568 годах.